# Prix Gilles-Corbeil
Le prix Gilles-Corbeil est attribué tous les trois ans par la Fondation Émile-Nelligan, cela afin de souligner l'ensemble de l'œuvre d'un écrivain de langue française au Québec. Il comporte une bourse de 100 000 $. Le prix n'a pas été remis en 2014 ni en 2020.

## Liste des lauréats
- 1990 : Réjean Ducharme
- 1993 : Anne Hébert
- 1996 : Jacques Brault
- 1999 : Paul-Marie Lapointe
- 2002 : Fernand Ouellette
- 2005 : Marie-Claire Blais
- 2008 : Jacques Poulin
- 2011 : Victor-Lévy Beaulieu
- 2014 : Le prix n'a pas été remis[4].
- 2017 : Michel Tremblay
- 2020 : Le prix n'a pas été remis[3].
- 2022 : Nicole Brossard